# Olympische Sommerspiele 1960/Moderner Fünfkampf
Bei den XVII. Olympischen Sommerspielen 1960 in Rom fanden zwei Wettbewerbe im Modernen Fünfkampf statt.

## Medaillenspiegel
| Platz | Land               | Gold | Silber | Bronze | Gesamt |
| ----- | ------------------ | ---- | ------ | ------ | ------ |
| 1     | Ungarn             | 2    | 1      | –      | 3      |
| 2     | Sowjetunion        | –    | 1      | –      | 1      |
| 3     | Vereinigte Staaten | –    | –      | 2      | 2      |

## Zeitplan
| Datum      | Sportart                | Wettkampfstätte                     |
| ---------- | ----------------------- | ----------------------------------- |
| 26. August | Geländeritt             | Passo Corese, Fara in Sabina        |
| 27. August | Degenfechten            | Palazzo dei Congressi               |
| 29. August | Pistolenschießen        | Poligono di Tiro Umberto I          |
| 30. August | 300 m Freistilschwimmen | Stadio Olimpico del Nuoto           |
| 31. August | 4000 m Crosslauf        | Circolo del Golf di Roma Acquasanta |

## Ergebnisse

### Einzel
| Platz | Land | Sportler             | Punkte |
| ----- | ---- | -------------------- | ------ |
| 1     | HUN  | Ferenc Németh        | 5024   |
| 2     | HUN  | Imre Nagy            | 4988   |
| 3     | USA  | Robert Beck          | 4981   |
| 4     | HUN  | András Balczó        | 4973   |
| 5     | URS  | Igor Nowikow         | 4962   |
| 6     | URS  | Nikolai Tatarinow    | 4758   |
| 7     | POL  | Stanisław Przybylski | 4731   |
| 8     | USA  | Jack Daniels         | 4717   |
| 9     | FIN  | Kurt Lindeman        | 4713   |
| 10    | URS  | Hanno Selg           | 4688   |
|       |      |                      |        |
| 19    | SUI  | Erhard Minder        | 4527   |
| 25    | AUT  | Peter Lichtner-Hoyer | 4343   |
| 28    | EUA  | Wolfgang Gödicke     | 4262   |
| 33    | SUI  | Werner Vetterli      | 4108   |
| 37    | AUT  | Udo Birnbaum         | 4005   |
| 39    | AUT  | Frank Battig         | 3905   |
| 48    | EUA  | Dietrich Krickow     | 3780   |
| 49    | SUI  | Rolf Weber           | 3747   |
| 55    | EUA  | Ralf Berckhan        | 3061   |

Datum: 26. bis 31. August 1960

60 Teilnehmer aus 23 Ländern, davon 58 in der Wertung

### Mannschaft
| Platz | Land | Sportler                                                     | Punkte |
| ----- | ---- | ------------------------------------------------------------ | ------ |
| 1     | HUN  | András Balczó, Imre Nagy, Ferenc Németh                      | 14.863 |
| 2     | URS  | Igor Nowikow, Hanno Selg, Nikolai Tatarinow                  | 14.309 |
| 3     | USA  | Robert Beck, Jack Daniels, George Lambert                    | 14.192 |
| 4     | FIN  | Berndt Katter, Kurt Lindeman, Eero Lohi                      | 13.865 |
| 5     | POL  | Kazimierz Mazur, Kazimierz Paszkiewicz, Stanisław Przybylski | 13.746 |
| 6     | SWE  | Sture Ericson, Per-Erik Ritzén, Björn Thofelt                | 13.216 |
| 7     | GBR  | Donald Cobley, Patrick Harvey, Peter Little                  | 13.103 |
| 8     | MEX  | Antonio Almada, Sergio Escobedo, José Pérez Mier             | 12.845 |
| 9     | ITA  | Adriano Facchini, Giulio Giunta, Gaetano Scala               | 12.401 |
| 10    | ARG  | Raúl Bauza, Luis Ribera, Carlos Stricker                     | 12.394 |
| 11    | SUI  | Erhard Minder, Werner Vetterli, Rolf Weber                   | 12.201 |
| 12    | AUT  | Frank Battig, Udo Birnbaum, Peter Lichtner-Hoyer             | 12.106 |
| 13    | BRA  | Justo Botelho, Wenceslau Malta, José Wilson                  | 11.937 |
| 14    | AUS  | Hugh Doherty, Peter Macken, Neville Sayers                   | 11.912 |
| 15    | FRA  | Christian Beauvalet, André Bernard, Étienne Jalenques        | 10.963 |
| 16    | EUA  | Ralf Berckhan, Wolfgang Gödicke, Dieter Krickow              | 10.940 |
| 17    | TUN  | Habib Ben Azzabi, Lakdar Bouzid, Ahmed Ennachi               | 05.126 |

Datum: 26. bis 31. August 1960

51 Teilnehmer aus 17 Ländern, alle Teams in der Wertung
Punkte und Platzierungen in der Mannschaftswertung wurden durch Addition der Einzelergebnisse ermittelt.